# 中村時蔵 (3代目)
三代目 中村 時蔵（なかむら ときぞう、1895年〈明治28年〉6月6日 - 1959年〈昭和34年〉7月12日）は、歌舞伎役者。屋号は播磨屋。定紋は揚羽蝶、替紋は蔓片喰。俳名に獅童。本名は小川 米吉郎（おがわ よねきちろう）。
三代目中村歌六の次男。兄は初代中村吉右衛門、弟は十七代目中村勘三郎。

## 経歴
- 1903年（明治36年）　10月歌舞伎座で「寿靱猿」で五代目尾上菊五郎の猿曳きで、二代目中村米吉を名乗って初舞台。
- 1916年（大正5年） 　 4月市村座『八重桐廓噺・嫗山姥』の八重桐で三代目中村時蔵を襲名。以後兄の相方を多くつとめる。
- 1950年（昭和25年）　日本芸術院賞受賞[1]
- 1957年（昭和32年）　日本芸術院会員。
- 1959年（昭和34年）　初代中村錦之助主演、東映製作『お役者文七捕物暦 蜘蛛の巣屋敷』の劇中劇で『女暫』をつとめる。なお公開日が4月1日だったので、この映画が観客の目に触れた最後の仕事でもあった。
また、時蔵の東映映画出演は数本あり、この他に1955年『獅子丸一平』・『源義経』、1956年『羅生門の妖鬼』・『続源義経』・『悲恋 おかる勘平』・『曽我兄弟 富士の夜襲』など、いずれも四男・錦之助主演作品に特別出演したもの[2][3]。
- 1959年（昭和34年）　2月歌舞伎座『仮名手本忠臣蔵』の塩治判官、七段目のお軽、八段目の戸無瀬をつとめる。これが最後の舞台になった。
- 1959年（昭和34年）　7月12日死亡、満64歳。

## 当り役
時代物
- 『伽羅先代萩』の乳母政岡・弾正妹八汐
- 『一谷嫩軍記』「熊谷陣屋」の相模

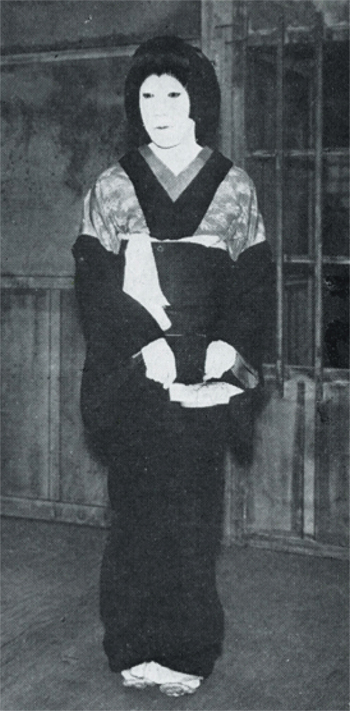
『太平記忠臣講釈』七段目のおりえ

- 『妹背山婦女庭訓』「吉野川」の太宰後室定高
- 『摂州合邦辻』の玉手御前
- 『恋女房染分手綱』（重の井子別れ）の乳母重の井
- 『女暫』の巴御前
- 『実録先代萩』の乳母浅岡
- 『八重桐廓噺 』（嘔山姥）の八重桐

世話女房
- 『艶姿女舞衣』「酒屋」のお園、
- 『桂川連理柵』（帯屋）の長右衛門女房お絹
- 『傾城反魂香』のおとくなど

立役
- 『仮名手本忠臣蔵』の塩冶判官
- 『廓文章』「吉田屋」の伊左衛門
- 『伊勢音頭恋寝刃』（伊勢音頭）の福岡貢など

世話物
- 『明鳥六花曙』の浦里
- 『雪暮夜入谷畦道』（三千歳と直侍）の三千歳
- 『花街模様薊色縫』（十六夜清心）の十六夜
- 『処女翫浮名横櫛』（切られお富）のお富
- 『夏姿女團七』などの幕末の悪婆物にもよい味を出した。

舞踊
- 『茨木』伯母真柴実は茨木童子
- 『戻橋』扇折小百合実は愛宕山の鬼女
- 『壽靱猿』女大名

古風な芸だったが、義太夫に精通し、潤いのある滋味を舞台に醸し出していた。

## 家族
- 妻：小川ひな(1905〜94)
  - 長男：二代目中村歌昇（贈四代目中村歌六）
  - 次男：四代目中村時蔵
  - 三男：初代中村獅童
  - 四男：萬屋錦之介
  - 五男：中村嘉葎雄
  - 娘婿：高見澤宏